# Мелицано
Мелица̀но (на италиански: Melizzano) е село и община в Южна Италия, провинция Беневенто, регион Кампания. Разположено е на 190 m надморска височина. Населението на общината е 1908 души (към 2010 г.).